# Aftah
Aftah, Sohn des Abd'obodat, war ein Nabatäischer Steinmetz, der im zweiten Viertel des 1. Jahrhunderts in Hegra wirkte.
Aftah ist inschriftlich an acht der für Hegra typischen Treppengrabfassaden und einem Zinnengrab als ausführender Steinmetz bezeugt. Die Fassaden werden in einen Zeitraum zwischen 26/27 und 39/40, in die späte Regierungszeit des Königs Aretas IV., datiert. An einer der Fassaden arbeitete er mit Halafallahi zusammen, an einem anderen mit Wahbu und Huru. Eine zehnte Fassade ohne Inschrift wurde aufgrund technischer und stilistischer Ähnlichkeiten der Bildhauerschule Aftahs zugeschrieben. Er gilt neben seinen genannten Mitarbeitern als Hauptvertreter einer der beiden Steinmetzschulen der Stadt Hegra.